# اندیس طرق
طرق یک اندیس مصالح ساختمانی است که در حوالی شهر صح استان اصفهان قرار دارد و مادهٔ معدنی موجود در آن، تراورتن است.  